# De l'autre côté du paradis
Pour plus de détails, voir Fiche technique et Distribution.
De l'autre côté du paradis est un film américain de Mitch Davis sorti en 2001.

## Synopsis
John Groberg traverse dans les années 1950 l'océan Pacifique pour devenir un missionnaire mormon sur les îles Tonga. Il part effectuer sa mission d'évangélisation en laissant chez lui ses parents et le grand amour de sa vie. À travers sa correspondance avec Jean, sa fiancée, John nous fait partager ses aventures. Dès son arrivée dans sa mission, il doit surmonter la barrière de la langue et les préjugés de la population locale afin de gagner la confiance et l'amour du peuple qu'il est venu servir.

## Fiche technique
- Titre : De l'autre côté du paradis
- Titre original : The Other Side of Heaven
- Réalisation : Mitch Davis
- Scénario : Mitch Davis d'après le roman In the Eye of the Storm de John H. Groberg
- Musique : Kevin Kiner
- Photographie : Brian J. Breheny
- Montage : Steven Ramirez
- Production : John Garbett et Gerald R. Molen
- Société de production : 3Mark Entertainment et Molen/Garbett Productions
- Pays :  États-Unis
- Genre : Aventure, biopic et drame
- Durée : 113 minutes
- Dates de sortie : 
  -  États-Unis : 14 décembre 2001

## Distribution
- Christopher Gorham : John H. Groberg
- Anne Hathaway : Jean Sabin
- Joe Folau : Feki
- Nathaniel Lees : Kelepi
- Miriama Smith : Lavania
- Alvin Fitisemanu : Tomasi